# Сенте, Андраш
Андраш Сенте (венг. Szente András, 10 декабря 1939, Будапешт, Венгрия — 14 сентября 2012, Флорида, США) — венгерский спортсмен-байдарочник, двукратный серебряный призёр Олимпийских игр в Риме (1960).
Выступал за спортивное общество «Ференцварош» (Будапешт). Участник двух Олимпиад: на летних Играх в Риме (1960) дважды завоевывал серебряные медали — в эстафете 4×500 м и в соревнованиях двоек-парных на 1000 м вместе с Дьёрдем Месарошем; через четыре года в Токио (1964) на той же дистанции занял четвёртое место. Двукратный серебряный призёр чемпионатов мира: Прага-1958 — в заездах четверок на 1000 м, Берлин-1966 — в эстафете 4х500.
В конце своей спортивной карьеры эмигрировал в США.